# Functionele MRI

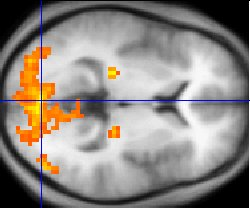
fMRI-data

Functionele MRI (afgekort: fMRI, Nederlands: functionele kernspintomografie) is een speciale MRI-techniek die wordt gebruikt in het moderne hersenonderzoek waarbij de activiteit van de hersenen door middel van een computer zichtbaar wordt gemaakt in een driedimensionaal beeld.
fMRI is net als de structurele MRI-techniek, gebaseerd op het principe van kernspinresonantie. Verhoging van activiteit in een bepaald gebied van de hersenen (bijvoorbeeld in de motorische gebieden bij het bewegen van een arm of been, of in de visuele gebieden bij het kijken naar patronen; zie de illustratie) gaat gepaard met een sterkere doorbloeding van deze gebieden. In de rode bloedcellen in de bloedvaten van de hersenen treedt daarbij een verandering op in het hemoglobine. Hemoglobine heeft als eigenschap dat het zuurstof absorbeert. Verlaging van het zuurstofgehalte van hemoglobine gaat gepaard met een verandering in de magnetische eigenschappen van hemoglobine, die vervolgens door de fMRI-detectoren wordt opgepikt. Deze detectoren meten in feite de verhouding tussen het zuurstofrijke en zuurstofarme hemoglobine. Deze verhouding wordt ook wel het BOLD (=Blood Oxygenation Level Dependent)-effect genoemd. Deze methode is in 1990 voor het eerste beschreven door Seiji Ogawa in het AT&T Bell lab.
Het grote voordeel van deze techniek is dat op een niet-invasieve wijze, dus met relatief weinig ongemak voor patiënt of proefpersoon een beeld van de hersenen in actieve toestand wordt gekregen. Dit is belangrijk voor wetenschappelijke onderzoekers die willen nagaan welke gebieden in de hersenen betrokken zijn bij complexe taakverrichtingen. Deze taakverrichtingen kunnen betrekking hebben op waarneming, motoriek maar ook op hogere cognitieve functies zoals het geheugen, de taal en het bewustzijn.

## Nieuwe ontwikkelingen

### Coregistratie
Een latere ontwikkeling is de gelijktijdig registratie van het EEG en fMRI, waardoor men zowel de elektrische activiteit als de mate van doorbloeding van hersengebieden kan bepalen, tijdens verrichting van een cognitieve taak.

### Grootschalige netwerken
Een andere ontwikkeling is de RS-fMRI (resting state fMRI) waarbij de activiteit van de hersenen in rust wordt gemeten. In een toestand van rust vertonen gebieden in de hersenen namelijk coherente spontane neurale activiteit(<0.1 Hz) die mogelijk wijst op functionele verbindingen tussen die gebieden. RS-fMRI is dus vooral interessant om de diffuse toestand van de hersenen te meten als er geen sprake is van taakgerichte activiteit. Uit dergelijk onderzoek is bijvoorbeeld gebleken dat de hersenen ook in rust veel energie gebruiken. De Amerikaanse hersenonderzoeker Marcus Raichle sprak in dit verband van een defaultnetwerk ('terugvalnetwerk'): een netwerk in de hersenen dat eigenlijk altijd actief is, en mogelijk ook onze dagdromen en bepaalde aspecten van ons zelfbewustzijn weerspiegelt. Mogelijk is dit netwerk ook nodig om de functionele verbindingen in netwerken van de hersenen te onderhouden. RS-fMRI wordt verder toegepast om activiteit van het brein in toestanden van stress, piekeren en depressie, of effecten van psychofarmaca te meten. Naast het defaultnetwerk zijn inmiddels via analyse van fMRI-metingen andere grootschalige netwerken in het brein in kaart gebracht, zoals het saliencenetwerk ('opvallendheidnetwerk') en een centraal-executief netwerk dat vooral betrokken is bij actieve cognitieve processen als aandacht en werkgeheugen. Mogelijk bestaat tussen deze netwerken een vorm van interactie waardoor bijvoorbeeld het saliencenetwerk het defaultnetwerk kan inhiberen als het brein door prikkels van buiten of bepaalde taakverrichting wordt geactiveerd.

### Functionele connectomie
Door te kijken naar de samenhang of correlatie tussen activiteitspatronen van verschillende gebieden in de hersenen kunnen we ook een beeld krijgen van de functionele connectiviteit: hoe of in welke mate de gebieden met elkaar samenwerken. De consistente patronen van langzame synchrone fMRI-activiteit van hersengebieden worden ook wel aangeduid als functionele connectiviteit. Doel van onderzoek is vast te stellen in hoeverre ook individuen gekenmerkt zijn door een 'functioneel connectoom': eigen specifieke kaarten van functionele neurale activiteit die als fenotypen kunnen fungeren voor moleculair-genetisch studies en biomarkers van ontwikkelings- en pathologisch processen in de hersenen.

### Communicatie met vegetatieve patiënten
In 2012 lukte het Canadese onderzoekers om met behulp van fMRI te communiceren met een patiënt die in vegetatieve toestand verkeerde, door hem via bepaalde gedachtepatronen ja-neevragen te laten beantwoorden.